# Fritz Thomas-Gottesberg
Fritz Thomas-Gottesberg (* 8. Juni 1910 als Fritz Heinrich Thomas in Gottesberg, Kreis Waldenburg; † 4. Juni 1997 in Flensburg) war ein deutscher Bildhauer, Grafiker und Maler.

## Biografie

### Leben
Der Künstler wurde am 8. Juni 1910 als Fritz Heinrich Thomas in Gottesberg im Kreis Waldenburg geboren und dort evangelisch getauft. Da er sich mit seinem Geburtsort eng verbunden fühlte, fügte er seinem Familiennamen den Namen Gottesberg an, sodass er heute unter dem Künstlernamen Fritz Thomas-Gottesberg bekannt ist.

### Ausbildung
Nach der Schulausbildung widmete er sich bald der Bildhauerei und besuchte die Holzschnitzschule in Bad Warmbrunn, die seit 1937 den Titel „Meisterschule des deutschen Handwerks für Bildhauer und Tischler“ trug. Fritz Thomas-Gottesberg absolvierte 15 Semester an dem Institut. Die letzten fünf Semester war er Meisterschüler des vierten Direktors der Schule, des Holzbildhauers und Medailleurs Cirillo Dell’Antonio. Während dieser Zeit nahm er bereits öffentliche Aufträge an und schuf einen Flügelaltar und das Kruzifix für das Karlshospital in Kassel. Für Letzteres gewann er den Siegerpreis in einem Wettbewerb. Außerdem besuchte er kunstgeschichtliche Vorlesungen von Günther Grundmann, dem späteren Provinzialkonservator für Niederschlesien in Breslau.
Nach Abschluss der Bildhauerfachschule in Bad Warmbrunn arbeitete Fritz Thomas-Gottesberg in Ateliers in Liebau und Grüssau. Dort entstanden zahlreiche Skulpturen religiöser Art, z. B. das große Kruzifix für die Kirche in Dittersbach (Kreis Waldenburg). Aufgrund seiner Religiosität nahmen christliche Themen in seiner Kunst stets einen breiten Raum ein. Thomas-Gottesberg war in dieser Zeit ein engagiertes Mitglied der Kirche und stand dabei der Bekennenden Kirche nahe. Nach dem Zweiten Weltkrieg wandte er sich der Anthroposophie Rudolf Steiners zu, die sein Schaffen ebenfalls prägte.

### Zweiter Weltkrieg
Im Zweiten Weltkrieg wurde Thomas-Gottesberg zum Kriegsdienst eingezogen und geriet in russische Kriegsgefangenschaft. Nach seiner Überstellung an die Tschechoslowakei war er gezwungen, dort in der Landwirtschaft zu arbeiten. Trotzdem entstanden in dieser Zeit ca. 120 Porträtzeichnungen. 1947 wurde Fritz Thomas-Gottesberg in Munsterlager von der englischen Besatzungsmacht entlassen. Seine Familie musste nach Kriegsende die schlesische Heimat verlassen, wo die Werkstatt des Künstlers und seine Arbeiten zerstört wurden.

### Flensburg
Nachdem der Künstler seine Familie in Horneburg/Niederelbe wiedergefunden hatte, ließen sie sich 1948 in Flensburg nieder. An der dortigen Meisterschule für das gestaltende Handwerk lehrte Fritz Thomas-Gottesberg 27 Jahre lang. Zum Zeitpunkt seiner Pensionierung 1975 war er Leiter der Abteilung Bildhauerei. Seine Meisterschüler waren unter anderen der Grafiker und Bildhauer Siegbert Amler und Ernst Günter Hansing.
Neben der Tätigkeit als Dozent setzte Fritz Thomas-Gottesberg auch sein eigenes künstlerisches Schaffen fort. Es entstanden Kunstwerke an und in sakralen und profanen Bauten z. B. „Sgraffito – Fries“ am Verwaltungsgebäude des Arbeiterbauvereins in Flensburg (Willi-Sander-Platz 1) und ebenfalls in Sgraffitotechnik „Exodus“ am Redaktionsgebäude der Nürnberger Nachrichten. Für seine Plastiken bediente er sich unterschiedlichster Techniken und Materialien: Holz, Bronze, Ton und Stein.
In seinem nichtplastischen Werk finden sich viele Holz- und Linolschnitte. Sie sind oft als Serien angelegt und teilweise über Jahre hinweg weitergeführt, unter anderem die Reihen „Menschen und Mühlen“, „Wo die Bäume sind“ oder „Wandlungen“.

### Munster

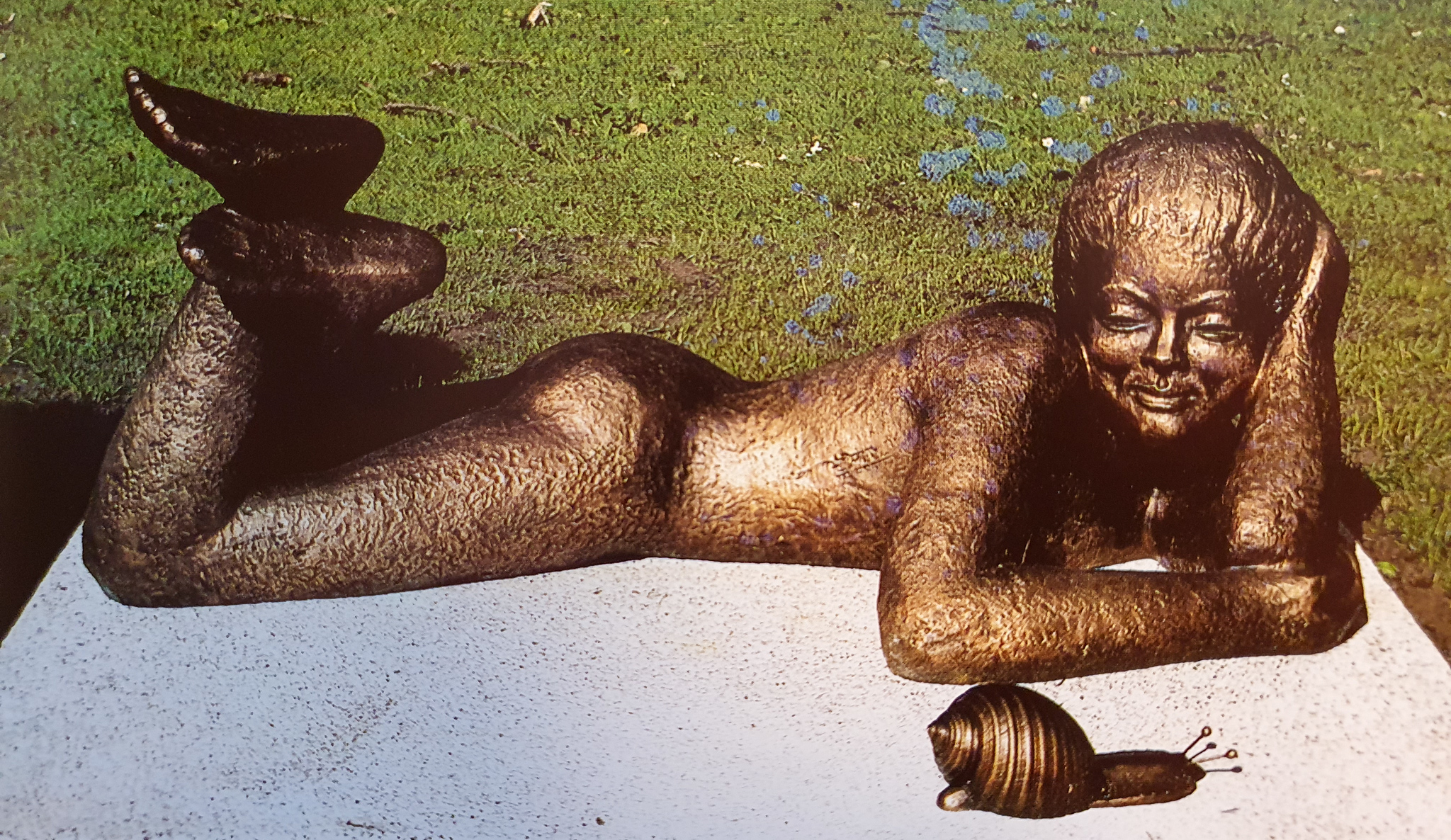
Der Junge mit der Schnecke

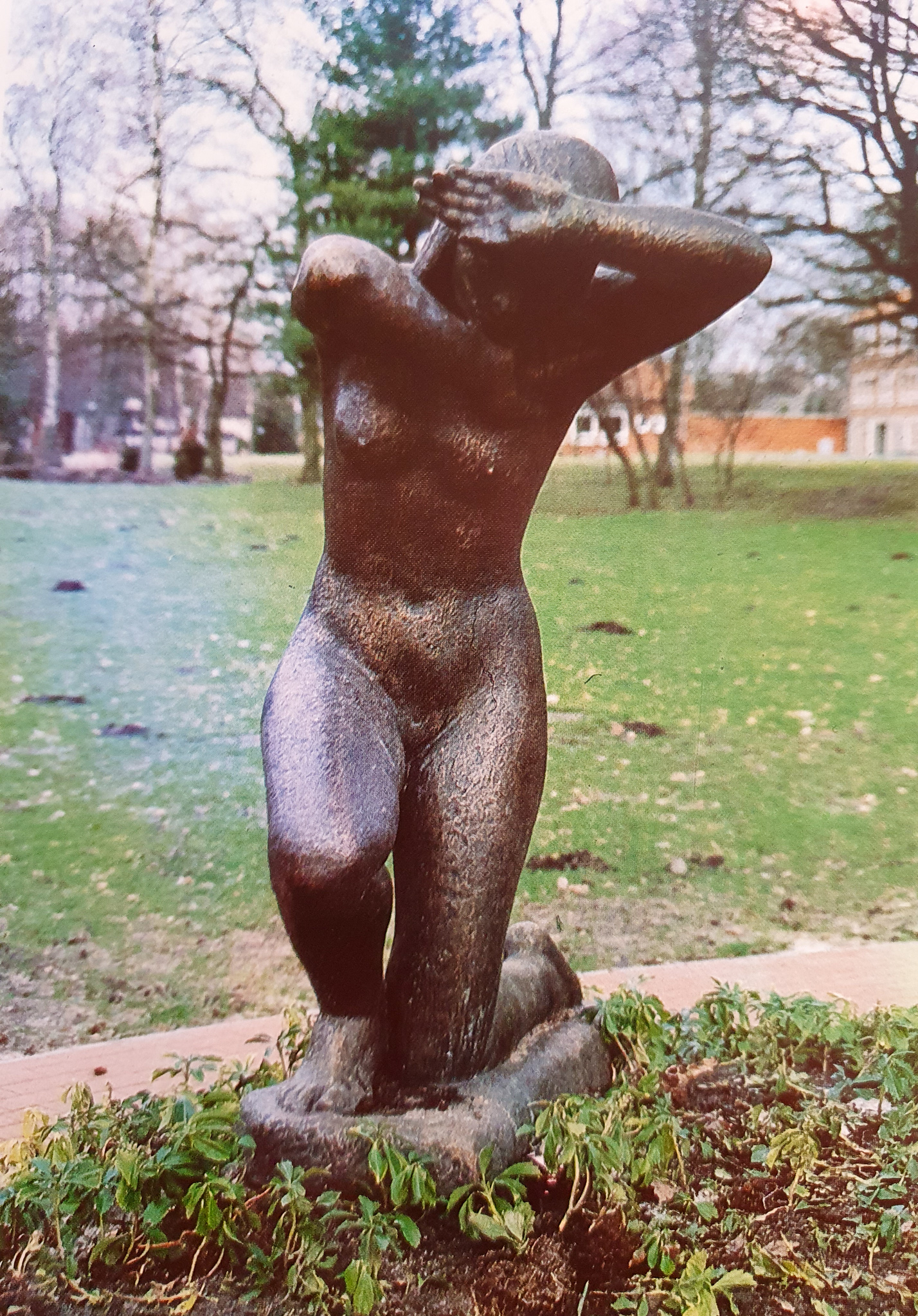
Intervall

Im Jahr 1980 fand eine erste Ausstellung in Munster statt mit über 50 Linolschnitten aus dem Zyklus „Menschen und Mühlen“. Diese Serie wurde auch im Internationalen Wind- und Wassermühlen-Museum in Gifhorn in Niedersachsen gezeigt. 1983 folgte eine weitere Ausstellung in Munster mit Kleinplastiken und bald folgten weitere Ausstellungen in anderen deutschen Städten.
Am 20. Oktober 1989 unterzeichnete Fritz Thomas-Gottesberg mit der Stadt Munster einen Vertrag, der die Überlassung seines Werkes an die Stadt regelte. Zusätzlich entwarf er ein Modell für den Heidebrunnen und gab ihm den Titel „Vegetatives“. Anlässlich der Neugestaltung der Innenstadt schuf er die Bronzestatue Der Junge mit der Schnecke, die am 13. Mai 1988 vom damaligen Ministerpräsidenten Ernst Albrecht enthüllt wurde. Außerdem erwarb die Stadt die Bronzeplastik Intervall, welche sich am Mühlenteichpark befindet. Die zwei Reliefs Wenn der Hahn kräht und Zweifel sind im Gemeindehaus St. Stephanus bzw. im Gemeindehaus St. Michael zu sehen. Im Jahr 1990 gab die Stadt Munster zum 80. Geburtstag von Fritz Thomas-Gottesberg einen Katalog heraus, in dem ein repräsentativer Querschnitt seiner Arbeiten abgebildet ist.
Der Künstler starb am 4. Juni 1997 und wurde in Flensburg beigesetzt. Seine Sammlung, die sich im Eigentum der Stadt Munster befand, wurde im Jahre 2008 noch einmal in einer Ausstellung gezeigt und danach an den Sohn Frank Thomas zurückgegeben.

### Schriftstellerei
Fritz Thomas-Gottesberg war auch Autor. Er verfasste den nicht veröffentlichten Erzählband Der Sonnenwirbel sowie Rezensionen und Aufsätze in Zeitschriften.

## Nachwirken
Seit 2008 ziert die lebensgroße Eichenplastik Kampf die Aussegnungshalle der niederbayerischen Stadt Dingolfing. Die Arbeit Mutter Erde mit ihrem Sohn befindet sich als Dauerleihgabe in der Klosterkirche St. Anna in Riedenburg (Altmühltal). Vom 26. Oktober bis 17. November 2021 war die Bronzeplastik Sündenbock im niedersächsischen Landtag in der Ausstellung mit dem Titel „Vom Ihr zum Wir“ zu sehen. Sämtliche Werke von Fritz Thomas-Gottesberg, die einen Bezug zu seiner Heimat Schlesien aufweisen, wurden im November 2022 an das Schlesische Museum zu Görlitz übergeben und in die dortige Sammlung aufgenommen. Dabei handelt es sich um die Gipsplastik Kopf von Walter Volland sowie zwei Sepiazeichnungen und zehn Drucke – darunter auch zwei aus der Serie „Menschen und Mühlen“. Im Sommer 2023 wurde die Zeichnung Der Tod von Ohlau (1948) im Rahmen der Sonderausstellung „Neue Kunstschätze“ erstmals öffentlich im Schlesischen Museum zu Görlitz gezeigt. Im April 2024 nahm das Kunstforum Ostdeutsche Galerie in Regensburg vier druckgrafische Arbeiten des Künstlers in seine grafische Sammlung auf. Konkret handelt es sich um zwei Blätter aus dem Zyklus „Solang uns diese Blume blüht“, den Druck „klagende Vögel“ sowie das Blatt „Jene“.  